# Maternal
Maternal, noto anche come Hogar, è un film del 2019 diretto da Maura Delpero.
La pellicola è stata prodotta da dispàrte e Vivo Film con Rai Cinema in coproduzione con la società argentina Campo Cine.
Il film è stato selezionato in oltre 130 festival internazionali, ricevendo più di 30 premi, tra cui la Menzione speciale della giuria, il Premio della Giuria Ecumenica e l'Europa Cinemas Label per Miglior Film europeo alla 72ª edizione del Locarno Film Festival, il premio FIPRESCI  al Festival internazionale del cinema di Mar del Plata e il premio Women in Motion Young Talent Award del Kering Group con il Festival di Cannes.
Dopo aver ricevuto una candidatura ai Nastri d'Argento 2021 per Miglior regista esordiente, Maternal è stato candidato anche per il Miglior Esordio alla Regia ai Premi David di Donatello nel 2022.

## Trama
Buenos Aires. All'interno di un hogar, una casa famiglia per ragazze madri gestita da suore, le vite delle giovani Luciana e Fatima si intrecciano a quella della novizia Suor Paola, giunta in Argentina per prendere i voti perpetui. 
L'incontro tra l’esuberanza delle ragazze trasformate troppo presto in madri e la rigidità delle regole impartite dalle suore porterà le tre giovani donne a mettere in discussione se stesse e le proprie scelte, a partire dal rapporto che hanno con la maternità. Una sera Luciana, spirito libero e ribelle, fugge dalla casa per fare ritorno solo dopo molti giorni. Nel frattempo Fatima dà alla luce una bimba e Nina, la piccola figlia di Luciana, si affeziona a Suor Paola che può esprimere con lei tutto il proprio spirito materno e di dedizione. La fuga dalla casa costerà a Luciana il suo trasferimento, mentre Suor Paola avrà modo di riconsiderare il proprio attaccamento alla piccola Nina che sarà consegnata nuovamente alla madre.  

## Distribuzione
Il film è stato presentato in Concorso internazionale alla 72ª edizione del Locarno Film Festival nel 2019. In seguito, è stato distribuito nelle sale italiane da Lucky Red a partire dal 13 maggio 2021. Inoltre, Maternal è stato distribuito anche a livello internazionale: in Francia dal 7 ottobre 2020 (Memento Films), negli USA e in Canada dal 1 ottobre 2021 (1844 Entertainment) e in Germania dall'11 novembre 2021 (Missing Films).

## Riconoscimenti[2]
- 2019 - San Sebastián International Film Festival
  - ARTE International Prize
- 2019 - Locarno Film Festival
  - Menzione speciale della giuria
  - Europa Cinemas Label per Miglior film europeo
  - Premio della Giuria Ecumenica
  - Secondo Premio Giovani
- 2019 - Annecy Cinéma Italien
  - Audience Award
- 2019 - Reykjavík International Film Festival
  - Menzione speciale della giuria
- 2019 - Festival Internacional de Cine de Mar del Plata* 
  - Menzione speciale per Miglior Film (Sezione Competencia Argentina)
  - Premio FIPRESCI per Miglior Film argentino
  - Candidato per il Miglior film in coproduzione con l'Argentina
- 2019 - L’Aquila Film Festival 
  - Premio del Pubblico
- 2020 - FIFDH - International Film Festival And Forum On Human Rights 
  - Grand Prix Fiction Et Droits Humains
- 2020 - Nantes Univerciné Italien 
  - Prix Univerciné Italien
- 2020 - Molise Cinema Film Festival
  - Premio del Pubblico
- 2020 - Ortigia Film Festival 
  - Menzione Speciale della Giuria
- 2020 - Festival Internacional de Cine de las Alturas
  - Menzione Speciale della Giuria
  - Premio Fundacion Sagai per la Migliore Interpretazione Femminile a Marta Lubos
- 2020 - OFF CAMERA International Film Festival
  - Krakow Film Award per il Miglior Film
- 2020 - Odesa International Film Festival 
  - Premio per Miglior Attrice a Lidiya Liberman
  - Premio per Miglior Attrice a Agustina Malale
  - Premio per Miglior Attrice a Denise Carrizo
- 2020 - Festival Du Film Des Villes Soeurs
  - Premio Speciale della Giuria
  - Migliori Acconciature
- 2020 - MOOOV Film Festival
  - Youth Award
- 2020 - Kering Group con Festival di Cannes
  - Women in Motion Young Talent Award
- 2021 - SIGNIS-Cinéma
  - Candidato al premio Croire Au Cinema
- 2021 - Nastri d’Argento
  - Candidato per il Miglior Regista Esordiente
- 2021 - Premio Kineo “Diamanti al Cinema Italiano”
  - Candidato per la Miglior Opera Prima Italiana
- 2021 - Figari Film Festival – Olbia Film Network
  - Miglior Opera Prima
- 2021 - I Luoghi dell’Anima Film Festival
  - Menzione Speciale
- 2021 - Genova Reloaded
  - Miglior Film
  - 2021 - Mantova Film Fest
  - Premio del Pubblico Miglior Opera Prima “Lauro di Virgilio”
- 2021 - Festival De Cine De Chascomús
  - Menzione Speciale
- 2021 - Asti International Film Festival
  - Premio Miglior Attrice a Lidiya Liberman
- 2022 - David di Donatello
  - Candidato per il Miglior Esordio alla Regia
- 2022 - Premio Cinema Giovane & Festival delle Opere Prime 
  - Migliore Sceneggiatura